# Sainte-Menehould
Sainte-Menehould là một xã thuộc tỉnh Marne trong vùng Grand Est đông nam nước Pháp. Xã này nằm ở khu vực có độ cao từ 132-261 mét trên mực nước biển.